# Cruz de Dánzig
La Cruz de Dánzig (en alemán: Danziger Kreuz) fue una condecoración nazi de la Ciudad Libre de Dánzig. La Cruz de Dánzig fue instituida el 31 de agosto de 1939 como una decoración de dos grados por el Gauleiter de Dánzig Albert Forster. Fue otorgada a aquellos que contribuyeron a construir el Partido Nazi en la ciudad libre. En total se entregaron 88 cruces de primera clase y 253 cruces de segunda clase, la mayoría de ellos en una ceremonia el 24 de octubre de 1939. Hans Frank recibió el premio el 19 de mayo de 1940.

## Diseño
La Cruz de Danzig fue diseñada por Benno von Arent. La cruz tiene la forma de una cruz maltesa blanca y lleva el escudo de armas de Danzig en ella, el reverso era sencillo con una marca de Huelse Berlín. La segunda clase está unida a una cinta roja con franjas amarillas y blancas en sus bordes, la primera clase tenía un alfiler en el reverso.